# Caroline Lacroix
Blanche Zélia Joséphine Delacroix, được biết đến nhiều hơn với tên gọi Caroline Lacroix (phát âm tiếng Pháp: [kaʁɔlin lakʁwa]; 13 tháng 5 năm 1883 – 12 tháng 2 năm 1948), là người tình nổi tiếng nhất của Vua Leopold II.
Delacroix, người gốc Pháp, gặp nhà vua ở Paris khi còn là một cô gái trẻ, lúc đó cô mới 16 tuổi và nhà vua đã 65 tuổi. Khi đó, cô kiếm sống bằng nghề mại dâm. Họ nhanh chóng bắt đầu một mối quan hệ kéo dài cho đến khi Leopold qua đời vào năm 1909. Leopold đã chu cấp cho cô một số tiền lớn, tài sản, quà tặng và tước hiệu cao quý, baronne de Vaughan (Nữ Nam tước Vaughan). Vì những món quà này, Caroline không được lòng người dân Bỉ và quốc tế, khi Leopold ngày càng bị chỉ trích vì những hành động do lòng tham gây ra ở Nhà nước Tự do Congo, thuộc địa của chính ông ta. Vì Caroline phần lớn được hưởng lợi từ thu nhập của nhà vua từ thuộc địa này, nên bà được biết đến với cái tên La reine du Congo ("Nữ hoàng Congo").
Delacroix và Leopold kết hôn trong một buổi lễ tôn giáo năm ngày trước khi nhà vua qua đời, mặc dù việc họ không thực hiện nghi lễ dân sự khiến cuộc hôn nhân vô hiệu theo luật Bỉ. Sau khi nhà vua qua đời, người ta sớm phát hiện ra rằng ông đã để lại cho Caroline nhiều tài sản, những món đồ có giá trị vật chất cao, trái phiếu Congo và các nguồn thu nhập có giá trị khác - tất cả những điều đó đã biến cô thành một triệu phú. Trong nhiều năm, chính phủ Bỉ và ba cô con gái bị ghẻ lạnh của Leopold đã cố gắng lấy lại một số tài sản này, với mức độ thành công khác nhau tùy thuộc vào từng trường hợp. Caroline qua đời vào ngày 12 tháng 2 năm 1948 tại Cambo-les-Bains, Pháp.
Bà có 2 đứa con trai với vua Leopold, nhưng vì những đứa con này bị xếp vào con hoang hoàng gia nên không được thừa kế ngai vàng, cuối cùng ngôi vị phải để lại cho người cháu trai là Albert I. 

## Cuộc sống đầu đời
Vẫn còn một chút bí ẩn liên quan đến cuộc sống đầu đời của Caroline. Một tài liệu nói rằng cha cô, Jules Delacroix, là lao công của Công sứ Pháp tại Bucharest. Một tài liệu khác nói rằng cha cô sống ở Bucharest để tìm kiếm vận may, và cô được sinh ra ở đó với tư cách là đứa con thứ 13 của cha mẹ mình. Khi còn trẻ, Caroline làm hầu gái.
Nhiều nguồn khẳng định rằng Caroline từng là gái điếm sống ở Paris.  Khi còn trẻ, bà là tình nhân của Antoine-Emmanuel Durrieux, một cựu sĩ quan trong quân đội Pháp. Theo Adam Hochschild, Durrieux thích ủng hộ hai người họ bằng cách cá cược vào các cuộc đua ngựa; khi vận may của anh ta trở nên tồi tệ, anh ta trở thành một dạng ma cô, bán dâm Caroline cho những khách hàng khá giả. Họ thực hiện các kế hoạch của mình tại Cung điện Élysée, nhưng thường xuyên để nợ nần chồng chất. Vào một ngày năm 1900, khi đang cư trú tại Paris, Leopold II của Bỉ đã nghe nói về "những điểm hấp dẫn" của cô và cảm thấy thích thú với sự khởi đầu khiêm tốn của cô. Một người phụ nữ do Leopold cử đến thông báo với Caroline, "Thưa bà, tôi gửi đến bà lời mời bởi một người đàn ông đã chú ý đến bà. Ông ấy là một nhân vật rất cao quý, nhưng địa vị cao quý của ông ấy buộc tôi phải giấu tên".
Một cuộc gặp đã được sắp xếp vào ngày hôm sau; Caroline đến một căn phòng vắng vẻ, nơi Leopold đến cùng hai phụ tá. Vì Leopold II không hề quen biết với cô, Caroline bối rối với cuộc chạm trán đến mức cô đã nhầm giữa Bỉ và Thụy Điển trước sự chứng kiến của nhà vua, gọi ông là Bệ hạ Oscar, trước sự ngạc nhiên và thích thú của ông. Leopold thú nhận rất hài lòng và mời Caroline đến Áo cùng mình; một số tiền lớn đã gửi đến cho cô vào ngày hôm sau, cùng với một số rương rỗng, vì Leopold biết rằng cô ấy thích mua quần áo.